# Überschrift
Eine Überschrift ist im Allgemeinen die möglichst kurze, prägnante Bezeichnung für ein Werk oder einen Abschnitt. Zu unterscheiden sind Überschriften  von Buch- oder Sachtiteln sowie von der Titelei.

## Journalismus
Für die journalistische Überschrift hat Wolf Schneider den Satz geprägt, sie sei „die Nachricht über der Nachricht“. Steht sie als Name für ein gesamtes Werk, spricht man eher von einem Titel (wie z. B. Buchtitel und Filmtitel).
In Büchern deuten Überschriften mit einem Satz oder einem Wort auf den folgenden Inhalt eines Kapitels hin.
Sie kündigen auch Beiträge innerhalb eines Sammelwerks an.
Kapitelüberschriften können in ein Inhaltsverzeichnis eingeordnet nummeriert und hierarchisch geordnet sein und damit gliedern.

## Textverarbeitung
Die Formatierung eines Absatzes zu einer Überschrift ist in verschiedenen Programmen möglich, wodurch je nach verwendeter Software Zusatzfunktionen bzw. Überschriftsfunktionen (siehe unten) bereitgestellt werden. Klassische Programme, die Überschriften verwalten können, sind
- Textverarbeitungsprogramme, wie z. B. Microsoft Word oder OpenOffice bzw. LibreOffice Writer
- Desktop-Publishing Programme (DTP), wie z. B. Adobe InDesign, QuarkXPress, Corel Ventura
- Präsentationsprogramme. wie z. B. Microsoft PowerPoint

Grafikprogramme, wie z. B. Corel Draw, Videoschnitt- oder Bildverarbeitungsprogramme, wie z. B. Adobe Photoshop können zwar Texte verarbeiten und ggf. auch unterschiedlich formatieren, unterscheiden aber funktional nicht zwischen normalem Text und Überschriften.

### Überschriftsfunktionen
Strukturierung
Je nach Software stehen verschiedene Ansichten des Dokumentes zur Verfügung, in denen man beispielsweise nur die Überschriften ohne dazugehörigen Text anzeigen lassen kann. Überschriften lassen sich darin übersichtlich verschieben und neu anordnen, wodurch der dazugehörige Text stets im Hintergrund mit verschoben wird.
Hierarchien
Je nach Software werden verschiedene Hierarchieebenen für Überschriften bereitgestellt. Meistens sind es 8 Ebenen.
Nummerierungen
Je nach Software können alle Überschriften nach verschiedenen Verfahren nummeriert werden. So stehen oftmals Zahlen, Buchstaben, römische Ziffern und Kombinationen daraus zur Auswahl.
Verzeichnisse
Je nach Software können Inhaltsverzeichnisse automatisch erstellt werden. Diese finden sich üblicherweise am Anfang eines Dokumentes und zeigen den Text der Überschrift und die jeweilige Seitenzahl an. Manche Programme erstellen beim Export in eine PDF-Datei aus den Überschriften ein anklickbares Inhaltsverzeichnis, das dem Leser eine schnelle Navigation in der PDF-Datei ermöglicht.
Verweise
Je nach Software können automatische Seitenverweise in einem Text zu einer anderen Textstelle eingefügt werden. Das Auswahlmenü für diesen Verweis zeigt unter anderem die Überschriften an.

### Überschriftentypografie
Die Gestaltungselemente einer Überschrift bestehen im Wesentlichen aus fünf Elementen:
- Abstand oberhalb
- Zeilenabstand (bei mehrzeiligen Überschriften)
- Schrift (-art und -größe)
- Abstand unterhalb
- Linien

Neben diesen Formatierungsmöglichkeiten bieten hochwertige Programme auch noch weitere Funktionen für Überschriften an:
Verbinden mit nachfolgendem Absatz
Dadurch wird verhindert, dass ein Seitenumbruch eine Überschrift vom nachfolgenden Text trennt.
Spaltenwechsel vorher
Dadurch steht eine Überschrift bei einem mehrspaltigen Layout stets am Anfang einer Spalte
Spaltenwechsel nachher
Dadurch beginnt der nachfolgende Text stets in der nächsten Spalte neben der Überschrift
Seitenwechsel oberhalb
Dadurch steht eine Überschrift stets am Anfang einer Seite
Seitenwechsel nachher
Dadurch beginnt der nachfolgende Text stets auf der nächsten Seite (dies wird beispielsweise in umfangreichen Dokumenten verwendet, bei denen eine Kapitelüberschrift alleine auf einer Seite steht und der nachfolgende Text auf einer neuen Seite beginnt)
Seitenwechsel oberhalb/nachher bis nächste gerade/ungerade Seite
Mit dieser Zusatzfunktion in Erweiterung zu den beiden obigen Funktionen kann festgelegt werden, ob eine Überschrift immer auf der linken bzw. rechten Seite stehen soll.
Zeilenwechsel unterdrücken
Dadurch beginnt der nachfolgende Absatz auf der gleichen Zeile direkt neben der Überschrift.
All diese Definitionen werden in Formatvorlagen (auch Styles genannt) gespeichert und ermöglichen es, allen Überschriften (einer bestimmten Ebene) eines Dokumentes das gleiche Aussehen und die gleiche Position zuzuweisen. Die gekonnte Kombination aller genannten Formatierungen und Funktionen lassen Fachbücher oder Zeitschriften in einer sehr kurzen Zeit layouten, wobei die Basis stets die Verarbeitung von Überschriften darstellt.

## Technische Textauszeichnung
In HTML wird Text mit den Tags <h1>…</h1> bis <h6>…</h6> als Überschrift ausgezeichnet (zu englisch heading ‚Überschrift‘). Das Open Document Format, eine andere XML-Auszeichnungssprache, verwendet <define name="text-h">…</define> mit weiteren Knoten, wobei die Hierarchie per <attribute name="text:outline-level"> <ref name="positiveInteger"/></attribute> festgelegt wird. MediaWiki – das ist die Wikisyntax, in der etwa die Wikipedia verfasst ist, und die dann in HTML übersetzt wird – verwendet == … == oder === … === usw. für diesen Zweck.
Überschriftenauszeichnung hat drei wichtige Funktionen:
- Formatierung: Ist in einem Webbrowser immer voreingestellt, aber auch durch Stylesheets abwandelbar.
- In den meisten Textauszeichnungssprachen ist eine Überschrift automatisch eine Sprungmarke (im URL-Format etwa Seitentitel#Überschrift, im Falle dieses Artikels etwa #Technische Textauszeichnung).
- Softwareseitige Erstellung eines Inhaltsverzeichnisses im Sinne des Buchwesens: Die hierarchische Textgliederung wird automatisch aus der Definition als Überschrift erschlossen.